# Train de voyageurs
 (janvier 2019).
Si vous disposez d'ouvrages ou d'articles de référence ou si vous connaissez des sites web de qualité traitant du thème abordé ici, merci de compléter l'article en donnant les références utiles à sa vérifiabilité et en les liant à la section « Notes et références ».

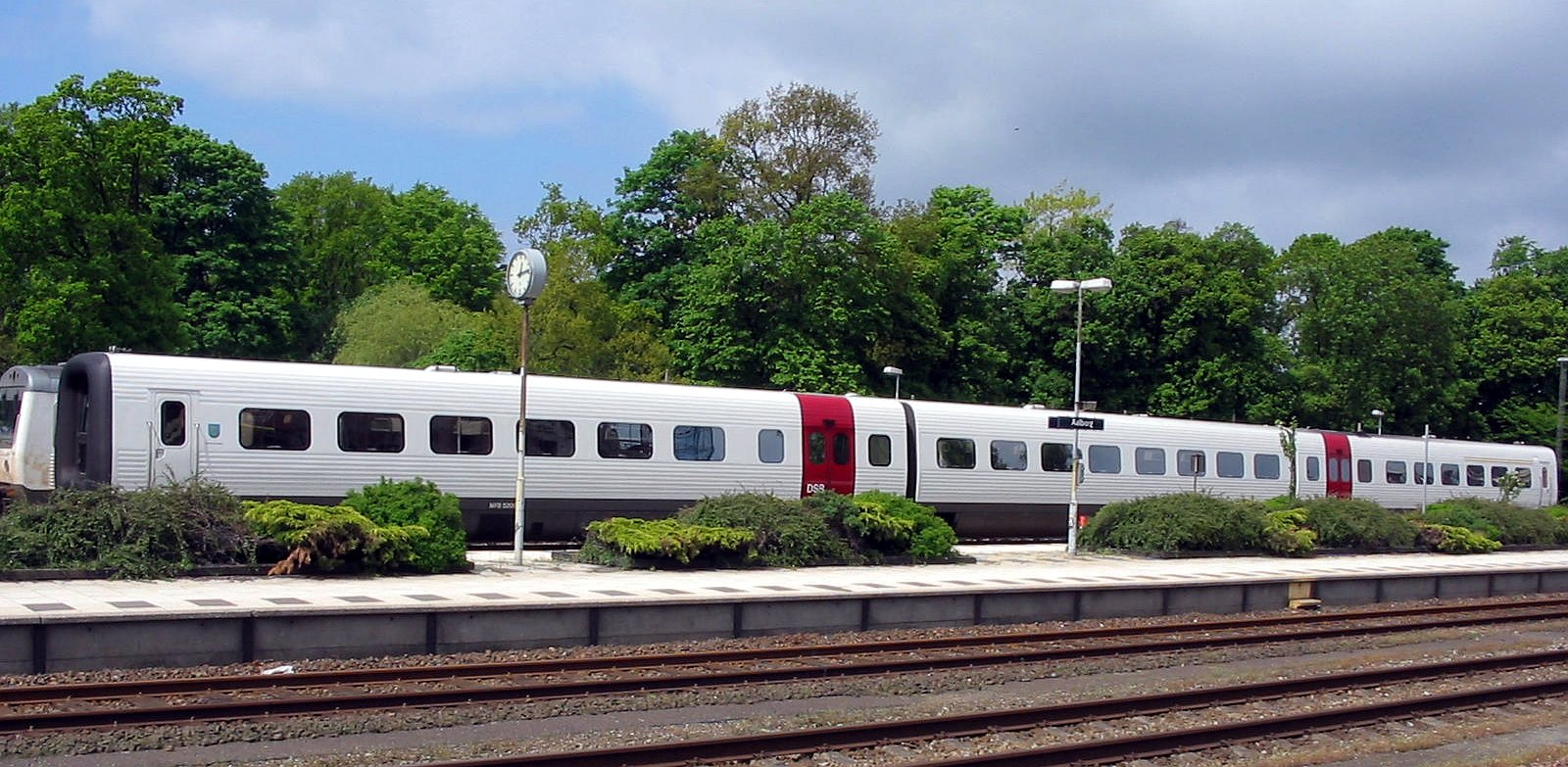
Un train de banlieue danois à Aalborg

Un train de voyageurs est un train destiné à transporter des personnes. Il est ainsi opposé à un train de fret, destiné à transporter des marchandises.
Un train de voyageurs est composé de voitures de chemin de fer (et non de wagons) mises en mouvement par une ou plusieurs locomotives, ou bien d'automotrices ou d'autorails.

## Composition
Un train de voyageurs peut être constitué :
- d'un train au sens le plus classique du terme, c'est-à-dire d'une rame de voitures attelée à une extrémité à une motrice, comme les TER 200 poussés ou tractés par une BB 26000, ou attelée à deux motrices à chaque extrémité, poussée et tractée en même temps, comme les TGV français ;
- d'une rame automotrice, de composition variable allant d'une à plusieurs voitures, mais qui, une fois déterminée, ne change plus que lors d'un passage en atelier. Tous les éléments de la rame, y compris les deux extrémités, sont aménagés pour le transport de voyageurs, l'une ou plusieurs de ces voitures sont motrices. Par exemple le Shinkansen ou l'ICE 3, avec ses moteurs installés directement sur certains bogies (motorisation variable, selon le client). La rame possède toujours deux postes de conduite. La motorisation est, en général, électrique. L'électricité peut être fournie par des caténaires ou par des générateurs thermiques embarqués, comme les rames Regiolis, souvent livrées avec les deux types d'alimentation électrique concomitamment sur la même rame. Elles peuvent éventuellement être couplées pour former des rames plus longues.
- d'un autorail, de composition variable allant d'une à plusieurs voitures, comme pour une automotrice. Au minimum, une des voitures est motrice. Un autorail fonctionne toujours grâce à un moteur à combustion interne (essence, diesel, gaz). Tous les autorails modernes possèdent deux postes de conduite, mais ce ne fut pas toujours le cas dans le passé. Certains types d'autorails sont autorisés, le cas échéant, à tirer une ou plusieurs remorques d'autorails ou des voitures à voyageurs et même un wagon de marchandises. Tout comme les automotrices, ils peuvent souvent être couplés pour former des rames plus longues.

Dans l'exploitation des chemins de fer, la tendance actuelle est plutôt pour une exploitation de rames à composition fixe sans remaniement en cours de route, alors qu'autrefois il n'était pas rare de voir des trains à tranches multiples, chaque tranche ayant une destination différente. Les rames à composition fixe permettent d'éliminer les manœuvres intermédiaires, sources de coûts et de temps supplémentaires, afin d'accélérer les rotations.
Dans la composition d'un train de voyageurs, peuvent entrer aussi des voitures spéciales : voitures-restaurant, voitures-couchettes, voitures-lits, voitures panoramiques, des véhicules porte-autos (dans les trains auto-couchettes)... et, de moins en moins, des fourgons à bagages (en effet, l'acheminement des bagages accompagnés est de plus en plus réalisé par route quand il n'a pas été purement et simplement supprimé). On peut aussi rencontrer, dans certains trains spéciaux, des voitures-cinéma, des voitures-conférence et des voitures-exposition.
La capacité d'un train de voyageurs est très variable. Par exemple, pour du matériel français, de 48 places pour un autorail léger (X 97050) à 1 234 places pour une rame banlieue à deux niveaux (type VB 2N), ou 1 032 places assises pour une composition jumelée de TGV Duplex.

Différents types de train de voyageurs
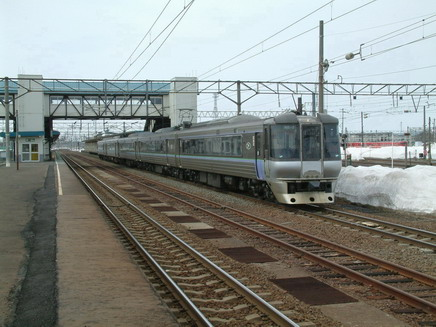
Automotrice japonaise de long parcours
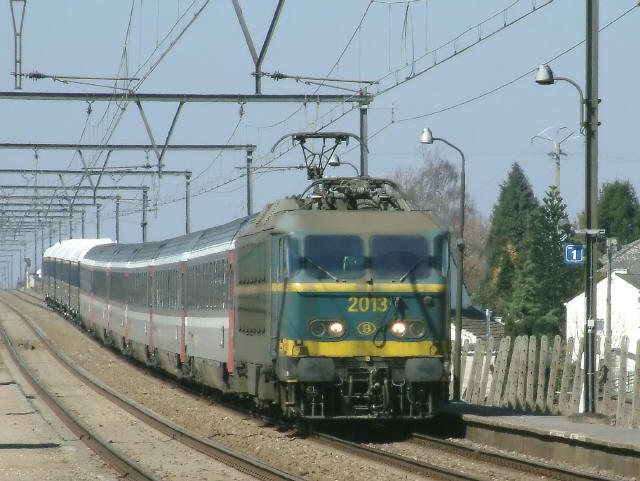
Train international tracté par une locomotive belge de la série 20
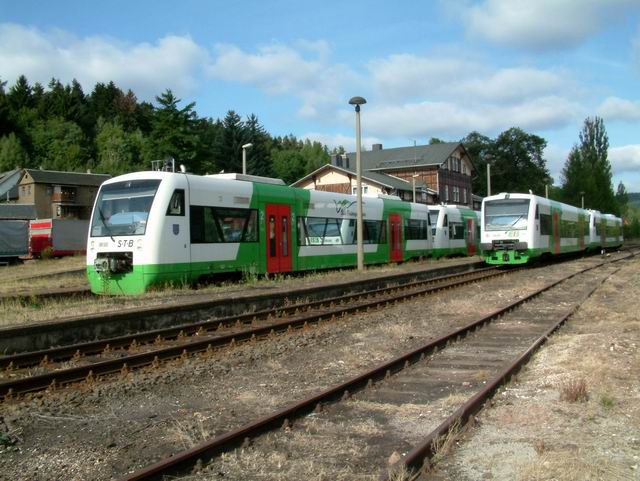
Autorails régionaux dans la forêt de Thüringe (Allemagne)

## Types de services
Il existe plusieurs types de trains de voyageurs :
- les trains locaux, ou de courte distance :
  - les trains urbains (en Allemagne les S-Bahn)
  - des trains de banlieue (principalement RER et Transilien en France),
  - des trains locaux ou régionaux, (en France les TER)
- les trains longue distance :
  - trains de grandes lignes, nationaux ou internationaux, comme les InterCity, qui ne s’arrêtent que dans les grandes gares,
  - trains à grande vitesse, nationaux ou internationaux
- les trains spéciaux, affrétés pour un usage spécifique, avec du matériel souvent spécifique :
  - trains de pèlerinage,
  - trains exposition ;
- les trains touristiques, qui ont plus une fonction d'attraction touristique que de transport.

## Organisation des services
Sur le plan des dessertes et des horaires, la situation est assez diversifiée :
- Pour les trains locaux et régionaux, il existe des dessertes omnibus, type métro avec arrêt à toutes les stations, ou semi-directes, les trains étant alors parfois identifiés par un code mnémotechnique affiché en tête du train pour informer les voyageurs du type de mission effectuée. Les horaires sont généralement cadencés.
- Pour les trains de grandes lignes, ce sont plutôt des dessertes directes entre grandes villes, avec peu d'arrêts intermédiaires de façon à privilégier les temps de parcours à longue distance. Il existe ainsi des services directs de Paris à Marseille en TGV sans aucun arrêt intermédiaire. Les horaires sont généralement étudiés en fonction de la demande estimée et sont modifiés à chaque changement de service, en général une fois par an.

La tendance aux services cadencés se manifeste nettement : en France, les TGV sont cadencés depuis quelques années à l'heure ou à la demi-heure, sur les axes importants au départ de Paris vers Lyon, Marseille, Lille, Bordeaux, Nantes et Rennes. Dans certains pays, comme la Suisse, c'est pratiquement tous les trains de voyageurs qui sont cadencés, simplifiant ainsi l'usage du train.
L'accès aux trains est généralement libre, c'est-à-dire qu'aucune réservation n'est exigée. Sur certains réseaux, comme en Allemagne, c'est une règle générale. Dans certains cas, la réservation est seulement conseillée ; dans d'autres, elle est obligatoire comme pour l'emprunt des TGV français dans lesquels les voyageurs debout ne sont pas tolérés, le système de réservation étant fondé sur une tarification étudiée pour maximiser les recettes en fonction des variations de la demande (inspiré de la tarification en temps réel, en anglais yield management, pratiquée par les compagnies aériennes).
Dans les trains relevant du service public, la tarification fait souvent l'objet de forfaits par zones et d'abonnements mensuels, voire annuels, parfois combinés avec les autres transports en commun de la zone.

## Les trains de voyageurs dans le monde

### Allemagne

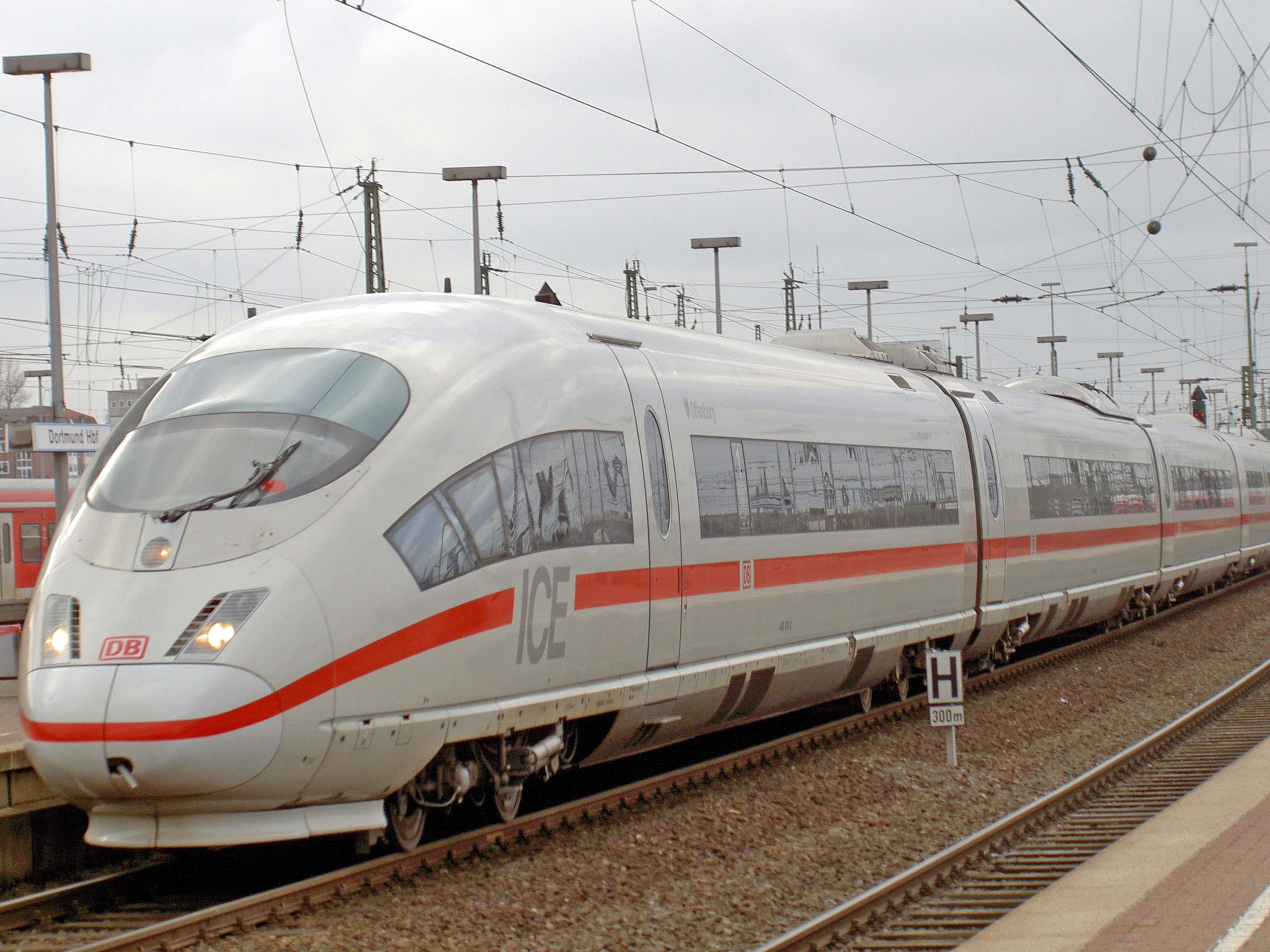
ICE 3 à Dortmund.

Le type de train le plus connu est l'InterCityExpress (ICE), homologue du TGV français, il en diffère par sa composition en rame classique composée de voitures indépendantes attelées (non articulées). Ce train dessert les principales grandes villes et certains pays limitrophes : Suisse, Autriche, Danemark, Belgique et France. Il en existe une version pendulaire, l'ICE-T. À ne pas confondre avec l'ICN, Suisse, lui aussi pendulaire. Enfin, le Cisalpino qui dessert l'Allemagne, la Suisse et l'Italie.
L'ancien réseau des Trains Express Européens (TEE) a été repris sous le nom d'InterCity (IC). Le réseau comprend les lignes ICE. Les relations à long parcours avec l'étranger entrent dans la catégorie EuroCity (EC). De nombreux trains de nuit appartiennent à cette catégorie qui garantit à ses passagers le respect de critères de qualité aussi divers que la climatisation et les temps d'arrêt en gare.
Un autre réseau de trains de nuit est celui appelé CityNightLine, assuré par les compagnies DB (Allemagne), OBB (Autriche) et CFF (Suisse). Il circule sur onze relations.
Les parcours inter-régionaux sont assurés par les trains regroupés sous le nom d'InterRegio (IR).
Il existe plus de deux-cents compagnies, dont une cinquantaine effectue du transport de voyageurs au niveau local.

### Australie

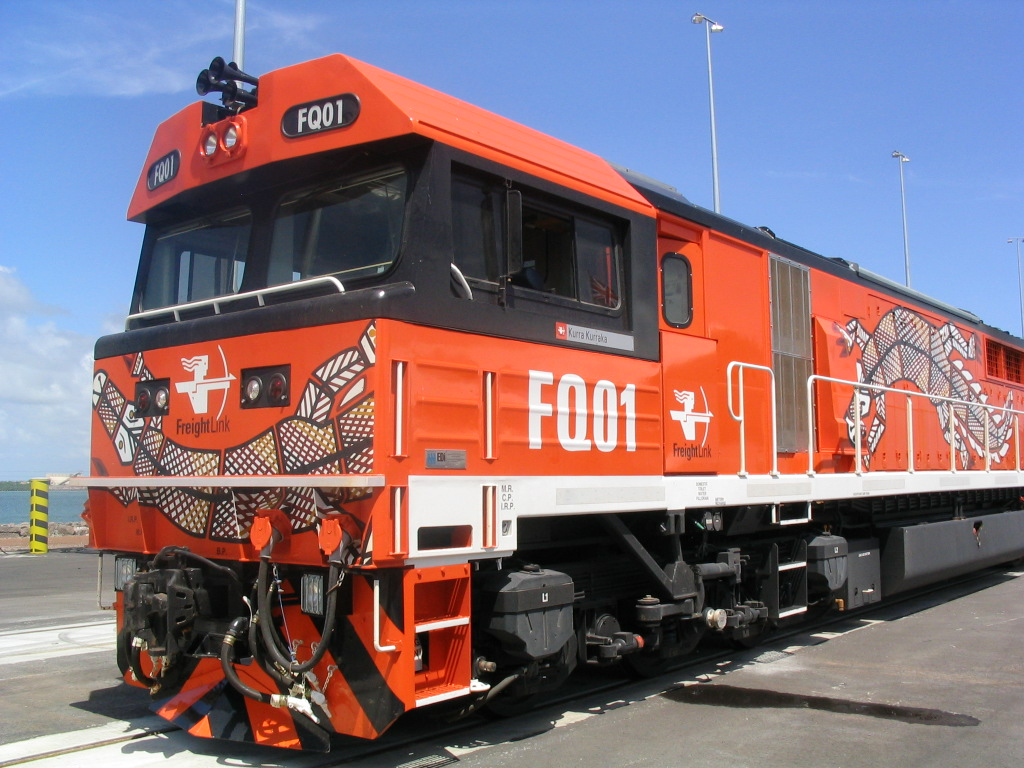
Le train The Ghan numéro 1.

- The Ghan
- Indian Pacific
- Overland

### Belgique
- Thalys ;
- TGV Bruxelles-France ;
- Eurostar Londres;
- ICE Allemagne ;
- IC (InterCity) ;
- IR (InterRégion) ;

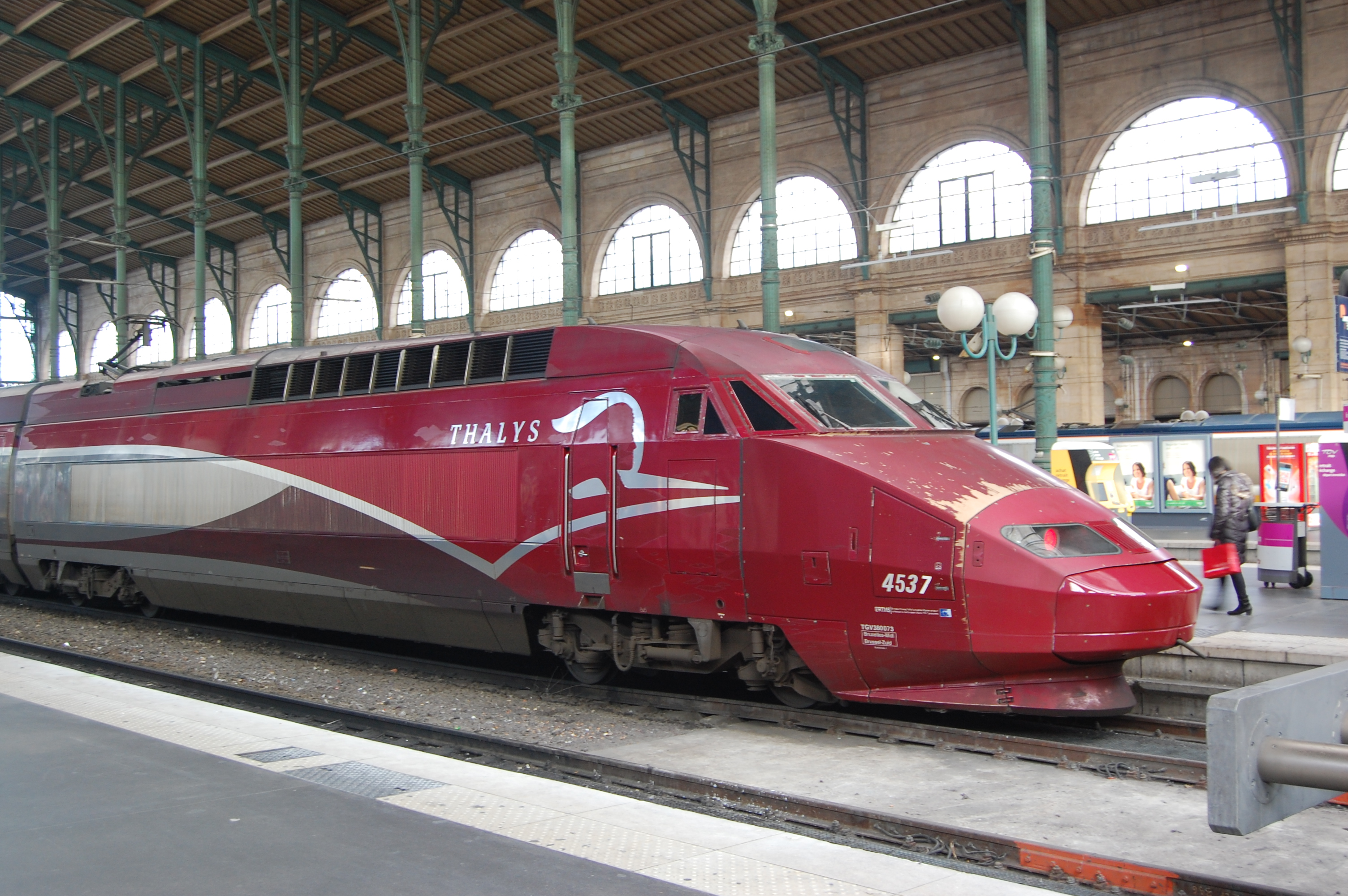
Le Thalys 4537 à la Gare du Nord.

- L (local), ce sont les trains omnibus ;
- P (pointe) ;
- EuroCity (EC).

### Canada

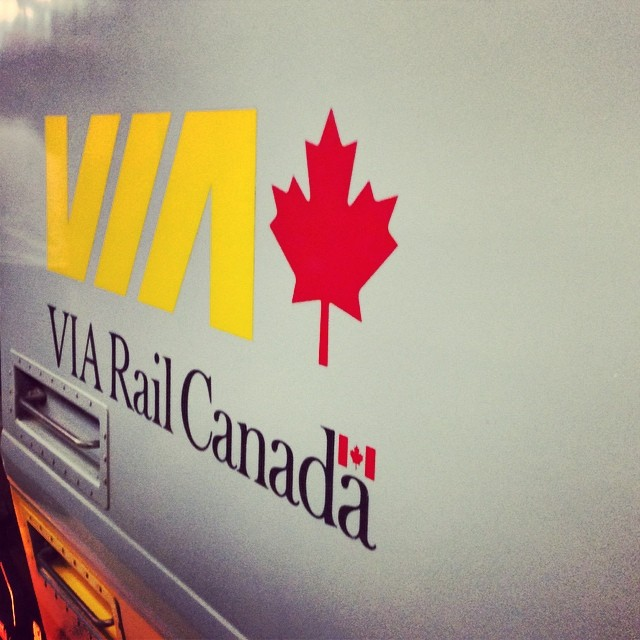
VIA Rail Canada.

L'ensemble des liaisons ferroviaires de passagers est effectué par Via Rail Canada, une société de la Couronne. Via Rail exploite 16 lignes au Canada en utilisant le réseau ferroviaire du Canadien National. Il permet de relier les grandes villes du Canada de l'Atlantique au Pacifique (excepté Calgary), mais la région la plus achalandée est l'axe Windsor-Québec. Notons que Via Rail n'opère pas de trains à Terre-Neuve, ni à l'Île-du-Prince-Édouard.

### Chine

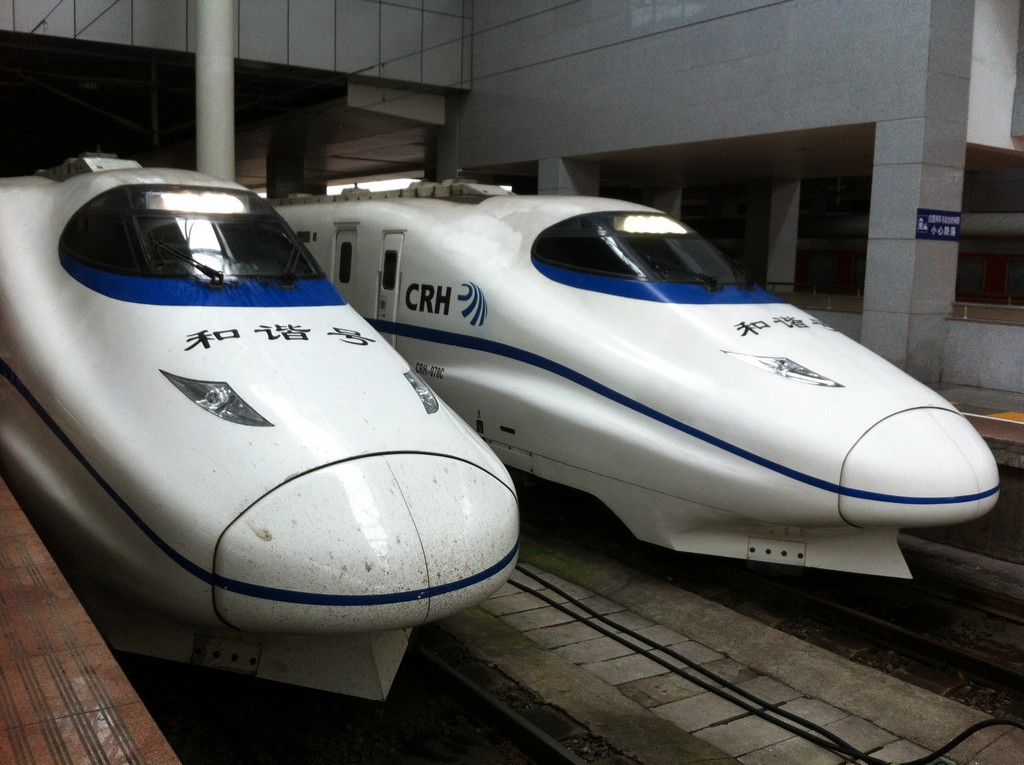
Des CHR2.

Le réseau à grande vitesse chinois est en plein essor : créé seulement en 2007, il est déjà le plus vaste du monde. De 8 358 km à la fin 2010, il doit passer à plus de 13 000 km en 2012 et à 16 000 km en 2020.
ligne emblématique Pékin-Shanghai

### Espagne

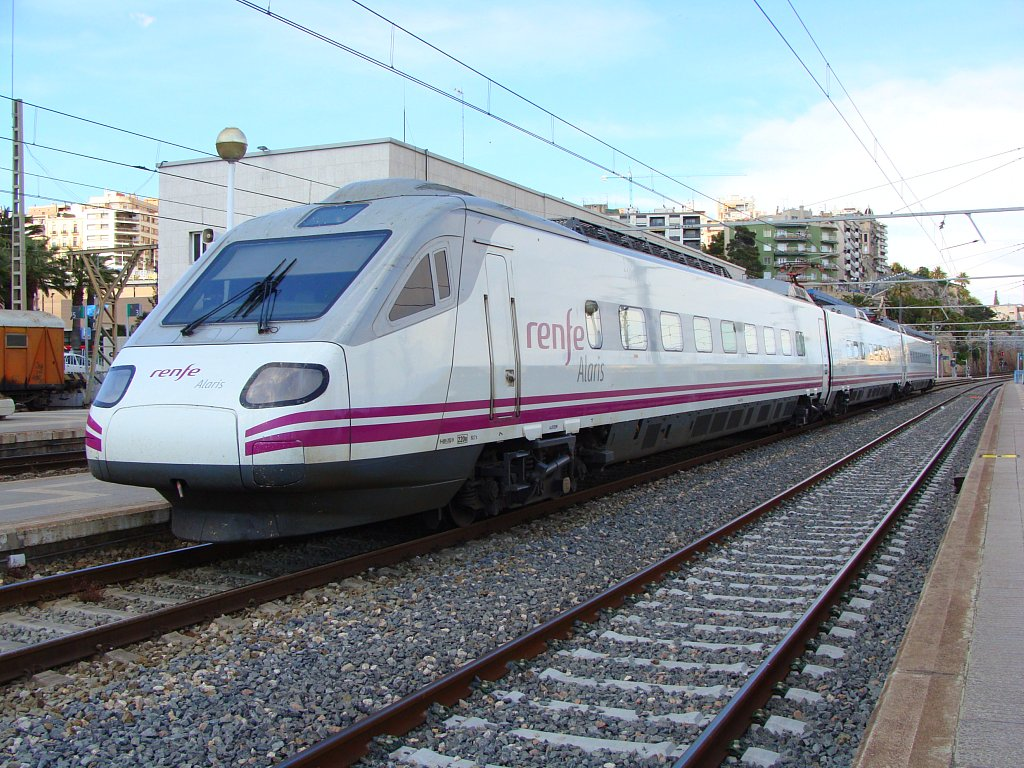
Alaris 490.002 à Tarragona.

National
- Alaris
- Alta Velocidad Española (AVE)
- Euromed
- Talgo à écartement variable

Interrégional
- Avant (Renfe)
- Régional

Local
- Cercanías

### France

#### Régional

##### Île-de-France
- Réseau Express Régional (RER) : dessert l'Île-de-France par des trains reliant une banlieue à une autre en traversant Paris ;
- Transilien : cette expression désigne l'ensemble des trains de banlieue desservant l'Île-de-France et gérés par la SNCF. Le réseau RER en fait partie même si ce réseau est aussi, sur certains tronçons, géré par la RATP.

##### Autres régions
- Transport express régional (TER), dont le parcours s'effectue dans une seule région ou à cheval sur plusieurs régions ;

#### National

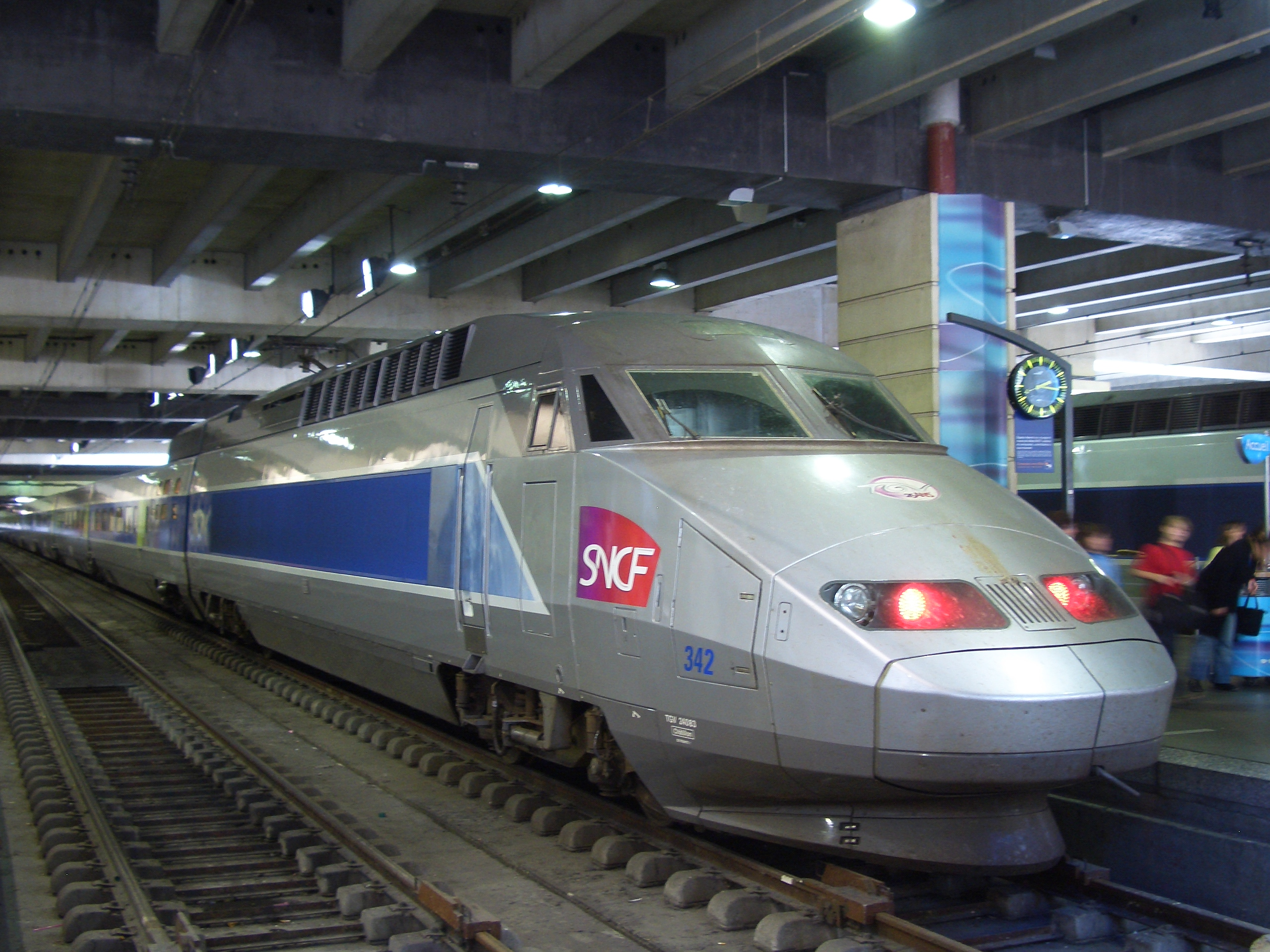
TGV en gare de Paris-Montparnasse

- Trains Intercités (IC), anciennement Corail Intercités : dénomination désignant, depuis le 2 janvier 2012, avec la fusion des offres Corail, Téoz, Lunéa et Intercités, l'ensemble des « trains classiques » de la SNCF assurant de jour comme de nuit des liaisons interrégionales.
- Train à grande vitesse (TGV) : assure la liaison entre des grandes villes de France et quelques grandes villes européennes proches (exemple : Berne, Francfort, etc.).

#### International
- Mont-Blanc Express : de Saint-Gervais-les-Bains vers la Suisse par Chamonix, train à voie métrique sans crémaillère (rampe ponctuelle de 9 % entre Chedde et Servoz) ;
- Thalys : Train à grande vitesse de Paris vers la Belgique, les Pays-Bas et l'Allemagne ;
- Eurostar Train à grande vitesse vers la Grande-Bretagne ;
- TGV Lyria : Train à grande vitesse reliant la France et la Suisse ;
- Artésia : Trains à grande vitesse et trains de nuit reliant la France et l'Italie ;
- Paris-Moscou via Berlin.
- Talgo pendular Elipsos : Train de nuit reliant la France et l'Espagne (La SNCF détient 50 % du capital de la société)

### Italie
- Pendolino

### Japon
- Shinkansen train à grande vitesse sur voie standard.

### Madagascar
- Compagnie du chemin de fer Fianarantsoa-Côte Est : compagnie exploitant une ligne reliant Fianarantsoa à Manakara.
- Madarail : compagnie exploitant les trois autres lignes de chemin de fer du pays.

### Norvège
- Krengetog

### Royaume-Uni
- Advanced Passenger Train (APT)
- Eurostar Grande-Bretagne/Continent, correspondance avec  Thalys
- High Speed Train (HST)

### Russie
- Transsibérien de Moscou à Vladivostok.
- Transmongol de Oulan-Oude à Pékin par la Mongolie.

### Suède
- SJ2000, train à grande vitesse

### Suisse

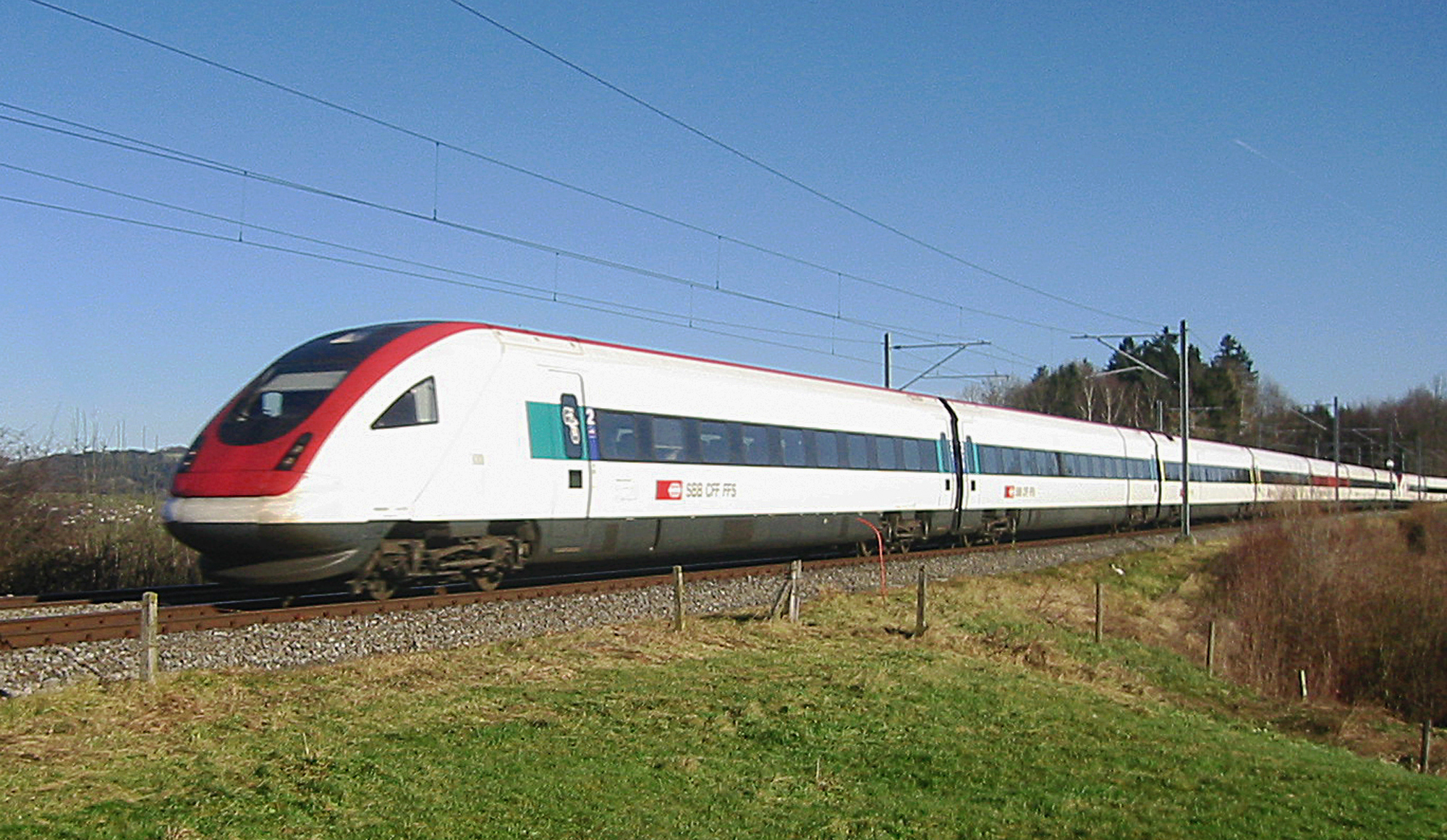
ICN RABDe 500 des Chemins de fer fédéraux suisses (SBB CFF FFS)

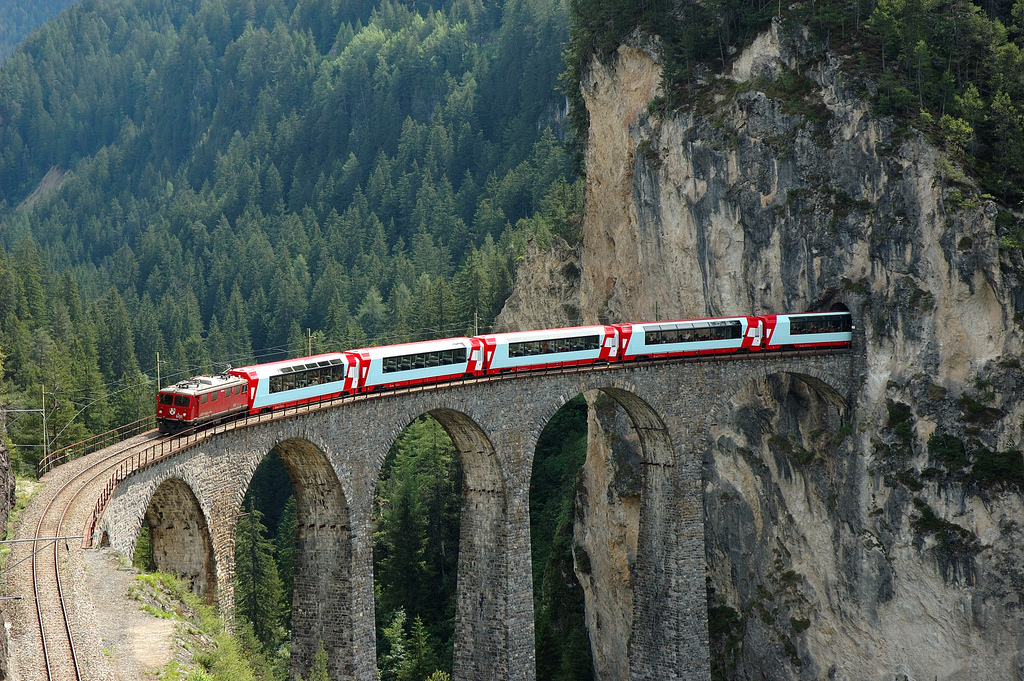
Le Glacier Express sur le viaduc de Landwasser, Grisons (Suisse)

En Suisse, les Alpes sont le plus grand obstacle des chemins de fer helvétiques (SBB CFF FFS) et BLS (Bern - Lötschberg - Simplon) pour les deux les grandes compagnies. C'est pourquoi le projet des NLFA a vu le jour. La construction de longs tunnels de base est en cours.
- EC (EuroCity) (départs pour Milan et Venise depuis Genève, Bâle, Berne, Zürich)
- IC (InterCity)
- IR (InterRegio)
- ICN

La Suisse possède aussi beaucoup de petites lignes de montagne.
Les principales sont[réf. nécessaire] :
- Chemin de fer rhétique (RhB, en allemand Rhätische Bahn)
- Matterhorn-Gotthard-Bahn (Zermatt - Furka - Oberalp - Disentis/Mustér)
- MC (Martigny - Châtelard - Chamonix)
- MO (Martigny - Sembrancher - Orsières/Le Châble)
- MOB (Montreux - Gstaad - Lenk, Montreux - Rochers de Naie, Vevey - Les Pléiades…)
- TPC (AL Aigle - Leysin, AOMC Aigle - Ollon - Monthey - Champéry, ASD Aigle - Seppey - Diablerets, BVB Bex - Villars - Bretaye)

Voir aussi la liste des chemins de fer suisses.

### Thaïlande
Le train de prestige, l'Orient-Express circule entre Bangkok et Chiang Mai chaque semestre.
Ligne entre Bangkok (Hua Lamphong) à Aranyaprathet (frontière cambodgienne).

### Viêt Nam
- Transindochinois